# 巴佐什莱布赖
巴佐什莱布赖（法語：Bazoches-lès-Bray，法語發音：[bazɔʃ lɛ bʁɛ] ⓘ，意为“布赖附近的巴佐什”）是法国塞纳-马恩省的一个市镇，属于普罗万区。

## 地理
巴佐什莱布赖（48°23'57"N, 3°11'19"E）面积22.68 平方千米，位于法国法蘭西島大區塞纳-马恩省，该省份为法国北部内陆省份，北起瓦兹省，西接埃松省、马恩河谷省、塞纳-圣但尼省和瓦兹河谷省，南至卢瓦雷省，东南接约讷省，东临马恩省和奥布省，东北接埃纳省。
与巴佐什莱布赖接壤的市镇（或旧市镇、城区）包括：圣索沃尔莱布赖、万佩勒、约讷河畔库尔隆、塞日讷、维讷夫、巴卢瓦、穆索莱布赖、塞纳河畔穆伊。

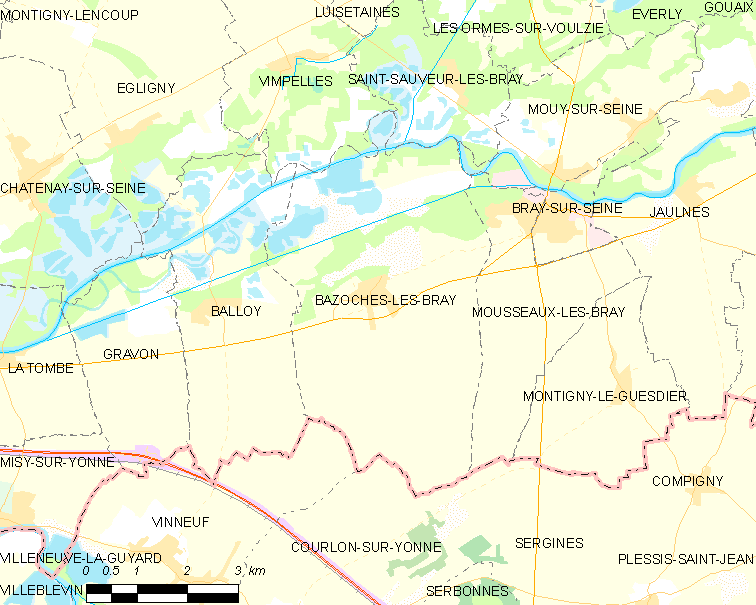
巴佐什莱布赖的OSM定位图

巴佐什莱布赖的时区为UTC+01:00、UTC+02:00（夏令时）。

## 行政
巴佐什莱布赖的邮政编码为77118，INSEE市镇编码为77025。

## 政治
巴佐什莱布赖所属的省级选区为普罗万县。

## 人口

1962-2008年间巴佐什莱布赖人口变化图示

巴佐什莱布赖于2022年1月1日时的人口数量为889人。